# 後藤以紀
後藤 以紀（ごとう もちのり、1905年2月10日 - 1992年2月12日）は、日本の電子工学者。明治大学名誉教授。京都府生まれ。

## 経歴
- 1927年 - 東京帝国大学工学部電気工学科を卒業
- 1934年 - 工学博士
- 1942年 - 東京帝国大学工学部教授
- 1952年 - 工業技術院電気試験所所長
- 1960年 - 工業技術院長
- 1961年 - 東京工業大学教授
- 1975年 - 電気学会名誉員
- 1975年 - 勲二等瑞宝章 受章
- 1965年 - 明治大学教授

## 研究
- 電気・電子工学の専門家として、電気試験所において継電器（リレー）による電気機械式計算機を開発した[1]。
- 猪苗代で昭和初期に電力系統の事故が発生し、そのときの異常振動を不減衰振動と名づけた。
- 本業の傍ら、財団法人日本心霊科学協会において長年理事を務め、念写の研究を行った。三田光一が行った、当時は知られていなかった月の裏側を念写した写真について、月の裏側の様子がわかった後に念写された写真と比較し、31箇所が一致するとの見解を示し、論文上で、念写は本物であるとした。

## 著書
- 後藤以紀『月の裏側の念写の数理的検討 : 宇宙船による新月面図との照合』（第2版）日本心霊科学協会〈日本心霊科学協会研究報告〉、1986年。 NCID BA45707609。

## 顕彰
- 電気通信学会功績賞（1970年）